# Максимов Іван Петрович
Максимов Іван Петрович (нар. 6 лютого 1963, Жмеринка, Вінницька область, Українська РСР, СРСР) — український біатлоніст. Брав участь у спринті серед чоловіків на зимових Олімпійських іграх 1994 року. 